# Bedworth
Bedworth – miasto w Wielkiej Brytanii, w Anglii, w regionie West Midlands, w hrabstwie Warwickshire. W 2010 r. miasto to zamieszkiwało ok. 30 tys. osób.
W mieście rozwinął się przemysł materiałów budowlanych oraz pasmanteryjny.